# Annibale Rigotti

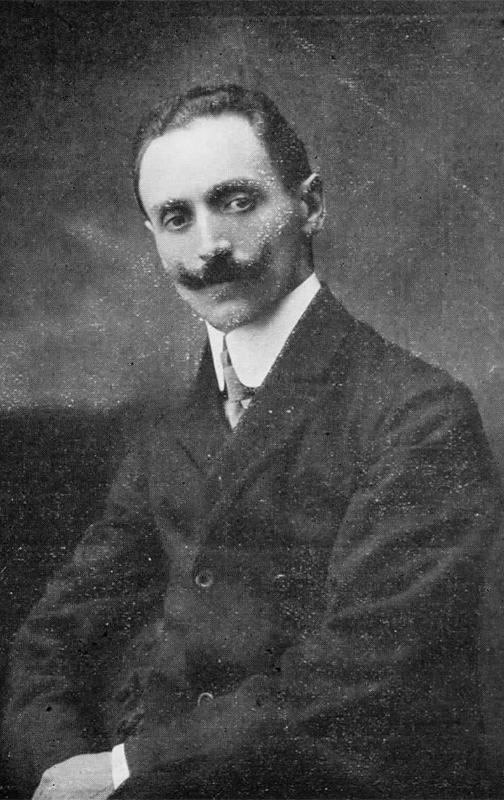
Annibale Rigotti

Annibale Rigotti (Torino, 30 ottobre 1870 – Torino, 8 marzo 1968) è stato un ingegnere e architetto italiano.

## Biografia

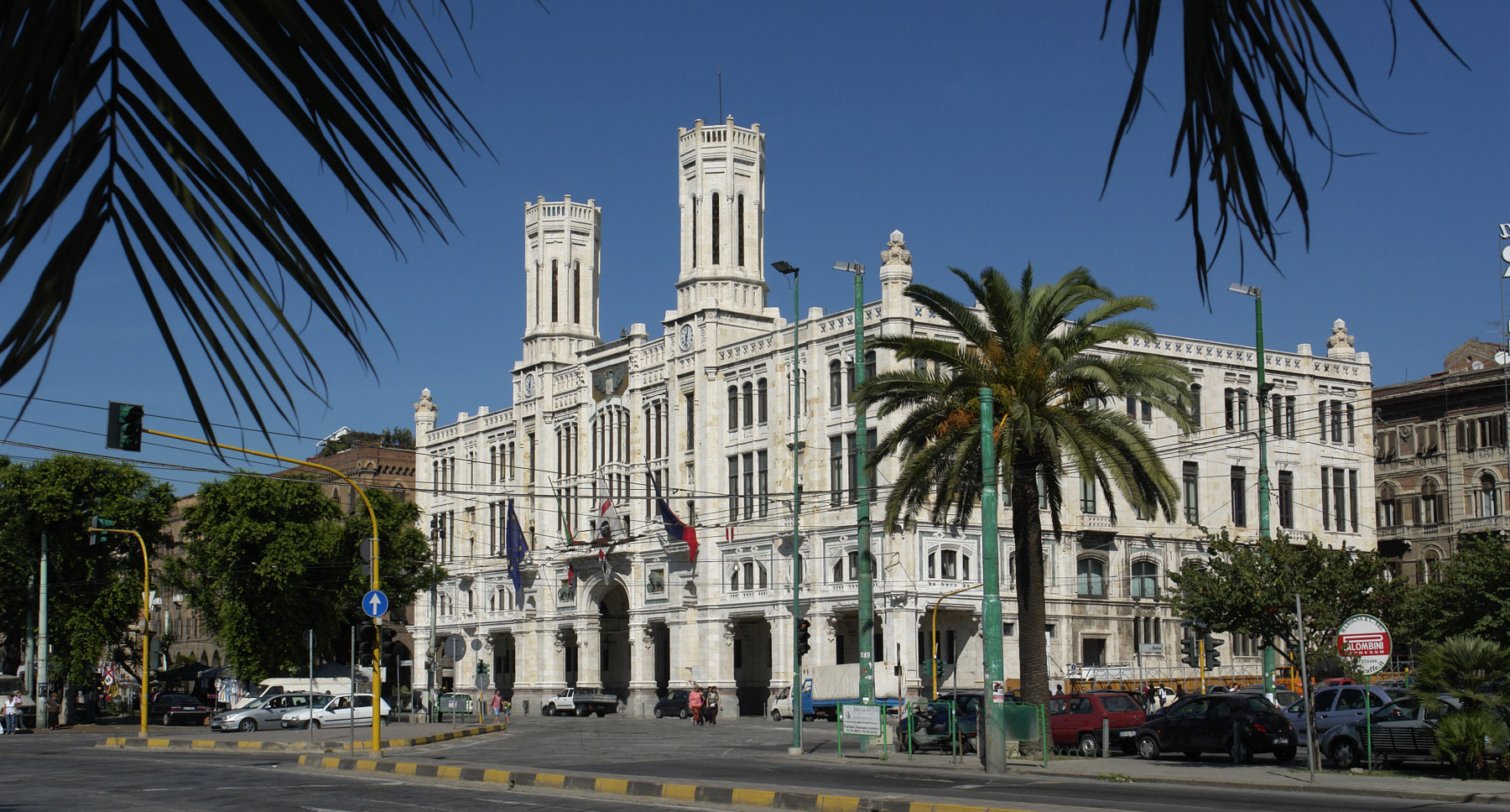
Il Palazzo Civico di Cagliari è una delle più significative realizzazioni di Annibale Rigotti

Annibale Rigotti si formò a Torino, all'Accademia Albertina (corso preparatorio, 1883-1886; corso superiore di Architettura, 1887-1890; perfezionamento, 1891), dove insegnava l'ingegnere Crescentino Caselli, allievo e collaboratore di Alessandro Antonelli, il quale lo volle in seguito nel suo studio. Nel 1890 si diplomò in Architettura al Museo Industriale Italiano di Torino e nel 1893 prese l'abilitazione all'insegnamento nelle Scuole Tecniche Normali e Magistrali. Insegnò Disegno all'Istituto Tecnico "G. Sommeiller" di Torino (1898-1923) ed al Liceo Scientifico Galileo Ferraris, dal 1923. Lavorò con Raimondo D'Aronco per l'Esposizione Agricolo-Industriale Ottomana di Costantinopoli e per l'Esposizione Internazionale d'Arte Decorativa Moderna di Torino (1901-02). Con Caselli realizzò il Palazzo Civico di Cagliari, cui seguì una vicenda giudiziaria legata all'assegnazione della paternità del progetto, rivendicata da Rigotti ed a lui definitivamente assegnatagli grazie ad una perizia super partes dell'architetto Ernesto Basile. Grazie ai buoni rapporti, politici e commerciali con il Siam, molti architetti, ingegneri e tecnici italiani, in particolare torinesi e diplomati all'Accademia Albertina, si stabilirono già a fine '800 a Bangkok per realizzare grandi opere pubbliche e private ed infrastrutture; Rigotti fu tra questi (con Mario Tamagno, Alfredo Rigazzi, Oreste Tavella, Ercole Manfredi e altri).
Molto vicino alle sperimentazioni viennesi nell'ambito della scuola di Otto Wagner, di cui si considerò una sorta di allievo "esterno", la sua formazione mitteleuropea diede risultati apprezzabili già a partire dal progetto per il Concorso Canonica del 1899, vicino a realizzazioni di Joseph Maria Olbrich e Max Fabiani. Fu amico, tra gli altri, dell'architetto modernista boemo Jan Kotěra. Partecipò con convinzione ed interesse a numerosi concorsi, nazionali ed internazionali, dove poteva dispiegare senza troppi condizionamenti le sue idee. Amico di intellettuali e artisti tra i quali Pellizza da Volpedo, Giovanni Cena, Arturo Graf, Edmondo De Amicis, Cesare Ferro e Felice Casorati, Rigotti coltivò e promosse sempre l'integrazione tra il mondo dell'arte e quello dell'architettura, secondo un indirizzo di pensiero, di origini viennesi, che fu alla base dell'attività critica del suo allievo Alberto Sartoris.
Insieme con il figlio Giorgio, proseguì l'attività fino al 1962. 

## Opere principali

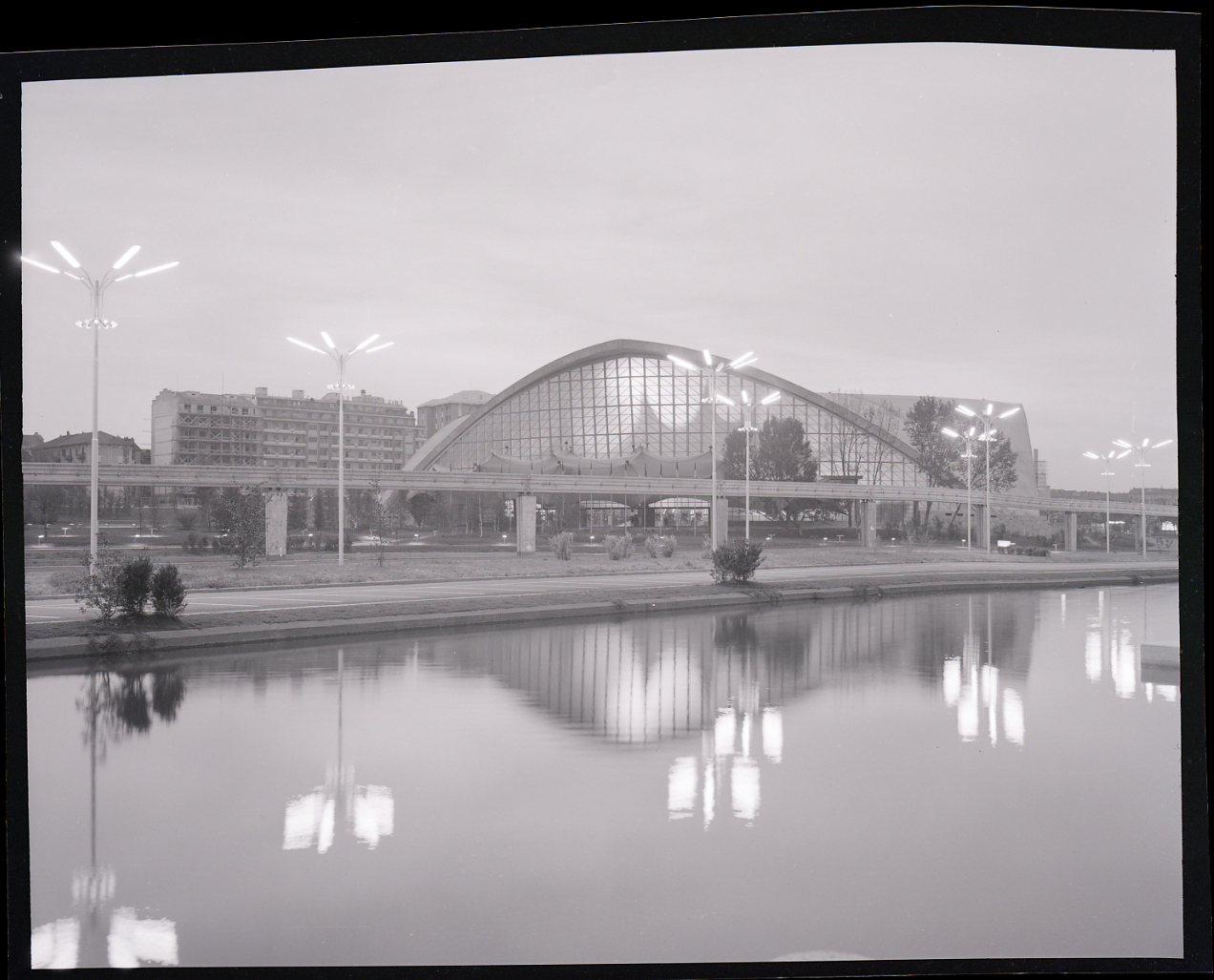
Palazzo a Vela. Foto di Paolo Monti, Torino, 1961

- Stazione ferroviaria di Konya (Turchia) (1893-1896)
- Progetto per le scuole di Sommariva del Bosco (Cuneo) (1898)
- Progetto del teatro municipale di Sistow (Bulgaria) (1898)
- Progetto del teatro municipale di Varna (Bulgaria) (1898)
- Progetto di palazzina per Gian Giacomo Vitale, Torino (1898)
- Progetto di edificio per Esposizioni, Concorso Canonica, Milano (1899)
- Concorso per un edificio scolastico a Tortona (1901)
- Concorso per il cimitero di Mantova (1902)
- Partecipazione al concorso per gli edifici dell'Esposizione Internazionale d'Arte Decorativa Moderna di Torino (1901-2) (secondo dietro a Raimondo D'Aronco)
- Progetto di padiglioni per l'Esposizione Internazionale d'Arte Decorativa Moderna (1902): Mostra vinicola e olearia e due chioschi.
- Decorazione architettonica dell'interno della Mole Antonelliana (1903)
- Villa Falcioni, Domodossola (1903- 1905)
- Villa Vitale (poi Agnelli), Levanto (1904)
- Concorso per il Palazzo della Pace (Den Haag) (1906) (non realizzato)
- Palazzina Baravalle, Torino (1906)
- Progetto per la sede degli Amici dell'Arte di Torino (1907)
- Villa Cavallini a Bognanco (1907)
- Sala del trono Ananta Samakhom, Bangkok (1907-1916) (con Mario Tamagno)
- Banca Commerciale Siamese, Bangkok (1907-1909, 1925-1926)
- Villa Norasingh, Bangkok (1907-1909)
- Concorso per il Monumento all'Unione Telegrafica Internazionale di Berna (1910)
- Padiglione del Siam per l'esposizione internazionale di Torino del 1911 (con M. Tamagno)
- Tomba Novi cimitero di Staglieno (Genova) (1913)
- Palazzo della Cassa di Risparmio di Torino (1912)
- Interni della Banca Commerciale, Londra (1914)
- Progetto per la palazzina Canova, a Torino (1914)
- Progetto di palazzo per la Società Anonima Consumatori Gas-Luce, Torino (non realizz. (1920)
- Villa Norasingh, Bangkok (con E. Manfredi, M. Tamagno) (1923-25)
- Monumento ai Caduti di Valenza Po (1921)
- Villa Pugliese a Santa Margherita Ligure (1927)
- Villa Halisman, Valperga (1930)
- Cappella per Giuliano Testori (1930) nel cimitero monumentale di Torino
- Progetto per le scuole elementari di Albugnano, non realizz. (1931), con M. Tamagno
- Tomba Serazzi (1932 ca.) nel cimitero monumentale di Torino
- Tomba Donvito (1932 ca.) nel cimitero monumentale di Torino
- Ponte monumentale, Verona (1935)
- Scuola Materna a Strona (1936) (con Giorgio Rigotti)
- Ristrutturazione e ampliamento Fabbrica Tubi Metallici, Torino (1934-1937) (con Giorgio Rigotti)
- Ricostruzione di isolato urbano per l'isolato San Vincenzo, Torino, via Roma, via Bertola, via Viotti, via Monte di Pietà, 1934 (con l'arch. Ilario Sormano)
- Palazzo della Società Anonima Beni Stabili, Torino, via Roma angolo via Arcivescovado (1936)
- Restauro e risistemazione del Palazzo Bricherasio, Torino (1936)
- Cappella S. Margherita al Col d'Olen (1937)
- Case popolari nel quartiere "Le Vallette", Torino 1957 (con Giorgio Rigotti)
- Palazzo a Vela, Torino (1960) (con Giorgio Rigotti)
- Chiesa di Sant'Anna a Moncalieri Borgo Aje (1962)
- Piano per la piazza Gramsci, Valenza Po (1962)